# 胡蜂亞科
胡蜂亞科是胡蜂科中的一類，是以女王蜂為中心的真社會性（亦作完全社會性）昆蟲，是這些昆蟲當中數量最大和最為人所知，當中包括了黃蜂、黑胡蜂及虎頭蜂三大家族。
另一種比較少人認識的夜胡蜂，生活於東南亞，是一種夜行動物。
古胡蜂屬是本亞科的一個已滅絕品種，出現於北美洲科羅拉多州的始新世化石記錄。
整體來說，全球除了南極洲以外，皆可找到本亞科物種的踪影。一方面當然因為本亞科的多個屬都是入侵性很強的物種，一旦把牠們引入牠們生活的範圍以外，很快就會成為重要的蟲患；二來本物種的天敵亦比較少：為了防範入侵者而演化出有毒的尾針，螫人時會產生刺痛感，也有人因為對毒液中含有的毒蛋白過敏而休克死亡。

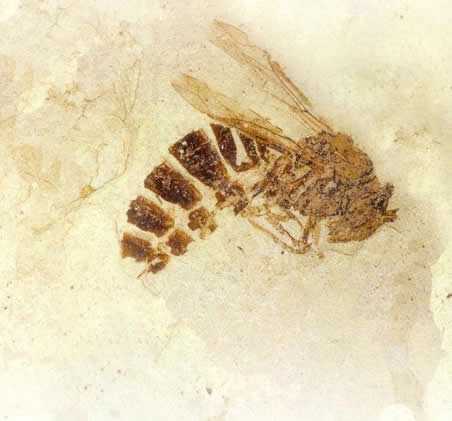
Palaeovespa florissantia是已滅絕的古胡蜂屬的一個物種。